# Pliskavice
Pliskavice ili morske svinje (lat. Phocoenidae) su porodica malih kitova zubana sa šest vrsta unutar četiri roda. Srodni su s delfinima, ali se po nizu anatomskih osobina od njih razlikuju. Posebno je karakterističan oblik glave i zuba. U Evropi je najpoznatija perajasta pliskavica (Phocoena phocoena), koja živi u Severnom i Baltičkom moru.
Pliskavice se kreću po veličini od vakite, dužine 1,4 metres (4 feet 7 inches) i 54 kilograms (119 pounds) težine, do Dalove pliskavice, sa 2,3 m (7 ft 7 in) i 220 kg (490 lb). Nekoliko vrsta pokazuje polni dimorfizam u tome što su ženke veće od mužjaka. Pliskavice imaju aerodinamična tela i dva uda koji su modifikovani u peraje. Pliskavice koriste eholokaciju kao svoj primarni senzorni sistem. Neke vrste su dobro prilagođene za ronjenje na velike dubine. Kao i svi kitovi, one imaju sloj masti ili loja ispod kože da bi očuvale toplotu u hladnoj vodi.

## Anatomija
Dužina tela do 2,5 m pliskavice svrstava među male kitove, a kalifornijska pliskavica je svojom maksimalnom dužinom do 1,5 m jedna od najmanjih. Sveukupno gledano, one su uglavnom u male u poređenju sa ostalim kitovima. 
Pliskavice imaju zbijeno telo s okruglom glavom i tupom njuškom bez kljuna. U čeljustima imaju do 120 lopatastih zubi. Leđna peraja im je trouglasta i smeštena je iza sredine tela, jedino bezperajasta pliskavica je uopšte nema. Pliskavice imaju loptastu glavu, bez spoljašnjih ušnih zalistaka, nefleksibilni vrat, telo u obliku torpeda, udove modifikovane u peraja, i repno peraje. Njihova lobanja ima male očne orbite, i oči smeštene na stranama glave. Skoro sve vrste imaju polni dimorfizam koji daje prednost ženkama, tako da su ženke veće od mužjaka, mada su te fizičke razlike uglavnom male; jedan izuzetak su Dalove pliskavice.

## Rasprostranjenost
Ova porodica nastanjuje sve okeane zadržavajući se ipak pretežno uz obale. Prednost daju morima severne polutke, samo dve od šest vrsta žive na južnoj hemisferi. Glatka pliskavica se može sresti i u nekim rekama, na primer u Jangceu. 

## Ponašanje
Pliskavice love najčešće ribe, ali se hrane i glavonošcima i rakovima. Žive u grupama do desetak jedinki, mada se mogu okupiti i u grupe od više stotina. Između sebe se sporazumevaju različitim kliktavim i zviždavim tonovima. Kao i drugi kitovi zubani, i pliskavice se koriste ultrazvukom i eholokacijom. Pliskavice su brzi plivači, tako se Dolova pliskavica s brzinom od 55 km/h ubraja u najbrže kitove. Njihovi su skokovi manje akrobatski nego oni koje izvode okeanski dupini.

## Klasifikacija
Pliskavice, zajedno sa kitovima i delfinima, su potekle iz kopnenih ungilata (kopitarskih životinja) koje su ušle u okean pre oko 50 miliona godina. Tokom miocena (pre 23 do 5 miliona godina), su bile u znatnoj meri slične sadašnjim vrstama, te se retko fiziološki menjale tokom vremena. Kitovi su se diversifikovali, a fosilni dokazi ukazuju na to da su se pliskavice i delfini odvojili od poslednjeg zajedničkog pretka pre oko 15 miliona godina. Najstariji fosili poznati su iz plitkih mora oko severnog Pacifika, sa životinjama koje se šire ka evropskim obalama i južnoj hemisferi samo mnogo kasnije, tokom pliocena.
- Red 
  - Infrared Cetacea
    - Parvred Odontoceti zubati kitovi
      - Superfamilija Delphinoidea
        - Familija Phocoenidae – pliskavice 
          - Rod †[9]

          - Rod 
            -  – bezperajasta pliskavica

          - Rod †Numataphocoena[10]

          - Rod 
            - P. phocoena – perajasta pliskavica
            - P. sinus – kalifornijska pliskavica
            - P. dioptrica – šarena pliskavica
            - P. spinipinnis – Burmajsterova pliskavica

          - Rod Phocoenoides
            -  – Dalova pliskavica

          - Rod †[11]

          - Rod †

Nedavno otkriveni hibridi između mužjaka lučke pliskavice i ženke Dalove pliskavice ukazuje na to da su te dve vrste članovi istog roda.

## Uticaj čoveka
Pliskavice se često love za jelo ili se koristi kao mamac za druge vrste morskih životinja. Dodatno, populacija je desetkovana jalovim ulovom ribarskim mrežama. Jedna od najugroženijih vrsta kitova je kalifornijska pliskavica jer živi na ograničenom području koje je uz to vrlo industrijalizirano. Vrlo slična situacija je i s populacijom pliskavica koje žive u baltičkom moru. 
Pliskavice se retko drže u delfinarijima, jer su daleko manje popularne od dupina, a i puno je komplikovanije njihovo držanje u zatočeništvu.